# Família Scrovegni
La Família Scrovegni va ser una família noble de Pàdua.

## Història
Probablement d'orígens humils, van assolir posicions importants gràcies a les activitats creditícies. Segons la tradició, el fundador hauria estat un Rinaldo Pota di Scrova, músic i després usurer, o un ferrer de Brugine. En qualsevol cas, les primeres notícies sobre aquesta família es remunten al 1081, quan ja figuren entre les famílies adscrites al noble Consell de Pàdua.
El primer testimoni de la casa familiar data de l'any 1146, i estava situada en la Via Maggiore, a prop del Duomo. L'edifici va arribar als Scrovegni després d'haver arbitrat una disputa entre els canonges de la catedral, i alguns habitants de Monselice; a partir d'aquest episodi s'estableixen bones relacions de la família amb el clergat, que es van mantenir sempre.
No obstant això, és a partir de Rinaldo (o Reginaldo) di Ugolino que els Scrovegni assumeixen una importància social, econòmica i política. Després de casar-se amb Capellina Malcapelli de Vicenza (cosa que li va permetre crear vincles sòlids també fora de Pàdua) es va dedicar a consolidar el seu patrimoni, adquirint propietats i feus. Passarà a la història gràcies a la seva activitat d'usurer sense escrúpols que hauria arruïnat nombrosos compradors de totes les classes socials; va morir entre el 1288-90 i, sembla que, a la seva mort la seva casa va ser assaltada per la multitud furiosa víctima de les seves maniobres monetàries.
Manfredo i Enrico, fills de Rinaldo i Pietro di Bellotto, el seu nebot, heretaren les activitats financeres del pare des de 1290. Les filles de Rinaldo, Leonora i Adelaide, i la neboda Agnola di Bellotto també van participar en el negoci, ja que es van casar amb representants de famílies importants de la noblesa de Pàdua. Els Scrovegni van dur a terme estratègies matrimonials dirigides a consolidar tant la seva posició social com la seva solidesa econòmica.
Enrico di Rinaldo († 1336) fou, sens dubte, el membre més il·lustre de la família. De fet, es va dedicar a enfortir l'activitat monetària iniciada pel seu pare, utilitzant-la com a instrument d'ascens polític. La construcció de la famosa Capella Scrovegni, a la zona de l'Arena, una capella en honor de la Mare de Déu, decorada per Giotto; en un intent d'expiar els pecats del seu pare, li va permetre reforçar la seva amistat amb l'Església. Per una altra part, va consolidar els lligams amb la noblesa casant-se amb la germana d'Ubertino da Carrara i, en segones núpcies, amb la filla de Francesco d'Este. Enrico va ser inicialment col·laborador de l'ascens de la senyoria carraresa a Pàdua; posteriorment, com que no compartí l'elecció de Giacomo I de Carrara enfront de Cangrande della Scala, va decidir deixar la ciutat per instal·lar-se amb la seva família a Venècia. Va tornar a Pàdua només per poc temps el 1328, després va retornar a Venècia, on va fundar una nova empresa de préstecs.
Els fills Bartolomeo i Ugolino, però, van tornar a Pàdua a mitjans del segle xiv, participant en la vida política sota Francesco il Vecchio de Carrara.
Ugolino, en particular, va ser batlle de Belluno (entre 1361-62 i 1369-71) i Capità del Poble de Florència (entre 1374-75 i 1376-90). Es va rebel·lar contra Francesco Novello da Carrara, successor de Francesco il Vecchio, i va haver de protegir-se amb els seus fills al castell de Pàdua.
Giacomo i Enrico di Ugolino es van distingir com a homes d'armes: al servei de Francesco il Vecchio, el 1373 formaven part de la guàrdia de les Brentelle, es van distingir en el curs de la batalla de Piove di Sacco, i foren anomenats cavallers; en el 1379 formaven part del seguici del Carrarés mentre va ocupar Chioggia i participaren en les operacions militars contra Treviso.

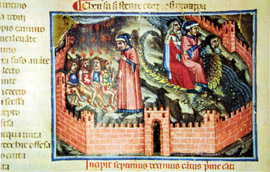
Infern cant dissetè. Escola toscana, Dante parlant amb les ànimes dels usurers i Dante i Virgili a cavall de Gerió, finals segle XIV

El destí de la família és incert: l'últim testimoniatge a Pàdua es remunta a 1444, però hi ha notícies del seu trasllat a França, on encara prosperaven a mitjans del segle xvi.

## A la Divina Comèdia: Escut d'armes
Rinaldo Scrovegni és retratat per Dante en el Cant XVII de l'Infern entre els usurers amb un retrat embrutidor en què el compara amb un gos i també amb un bou que amb la seva llengua llarga es llepa el nas.
El blasó de la família és un "escut d'armes parlant" típic, perquè té una truja prenyada rampant de blau en camp blanc. Aquesta és descrita directament per Dante, que la retrata sobre la bossa de Rinaldo de manera que el fa reconeixible